# Eduard Wechssler
Eduard Wechssler, né le 19 octobre 1869 à Ulm et mort le 29 janvier 1949 à Sontheim an der Brenz, est un romaniste, philologue et historien de la littérature moderne allemand.

## Biographie
Ami d'Ernst Robert Curtius et adversaire déclaré de Victor Klemperer dans les cercles philologiques allemands de l'Entre-deux-guerres, il publie en 1927 Esprit und Geist, recueil monumental de stéréotypes sur les caractères français et allemands. Concluant à l'impossibilité d'une entente entre ces deux peuples, il adhère en 1933 au NSDAP. Il avait auparavant participé à une initiative de rapprochement franco-allemand en donnant des conférences lors du deuxième cours universitaire de Davos en 1929 avec de nombreux autres intellectuels français et allemands.